# Jean-Baptiste Charcot
Jean-Baptiste Charcot (n. 15 iulie 1867, Neuilly, Seine, Franța – d. 16 septembrie 1936, Islanda) a fost un medic ce a reprezentat Franța, medaliat olimpic. A participat la o ediție a Jocurilor Olimpice (1900) în care a câștigat o medalie de argint.